# Мајица
Мајица је део одеће, који се носи на горњем делу тела. Изрез мајице може бити округао или у облику латиничног слова В.
У основи мајица има облик сличан кошуљи са кратким рукавима, иако постоје и мајице с дугим рукавима. Мајице се сматрају мање формалном врстом одеће од кошуља.
Мајице су обично израђене од памука, синтетичких тканина, вуне, или њихових мешавина. Често су украшене текстом или сликама.
У неким исламским земаљама, жене не смеју носити мајицу у јавности.